# Фёдоровка (Бакалинский район)
Фёдоровка (баш. Фёдоровка) — деревня в Бакалинском районе Башкортостана, относится к Старокостеевскому сельсовету. 

## История
Название происходит от фамилии Фёдоров 
С 2005 современный статус.
Статус деревня, сельского населённого пункта, посёлок получил согласно Закону Республики Башкортостан от 20 июля 2005 года N 211-з «О внесении изменений в административно-территориальное устройство Республики Башкортостан в связи с образованием, объединением, упразднением и изменением статуса населенных пунктов, переносом административных центров», ст.1

6. Изменить статус следующих населенных пунктов, установив тип поселения — деревня…

7) в Бакалинском районе: 

я3) поселка Федоровка Казанчинского сельсовета
В связи с упразднением в 2008 году Казанчинского сельсовета  деревня Федоровка вошла в состав Старокостеевского сельсовета (Закон Республики Башкортостан от 19.11.2008 N 49-з «Об изменениях в административно-территориальном устройстве Республики Башкортостан в связи с объединением отдельных сельсоветов и передачей населённых пунктов», ст.1, п.6, д)).

## Географическое положение
Расстояние до:
- районного центра (Бакалы): 28 км,
- ближайшей ж/д станции (Туймазы): 102 км.

## Население
| 2002 | 2009 | 2010 |
| ---- | ---- | ---- |
| 9    | ↘5   | ↘0   |

Национальный состав
Согласно переписи 2002 года, преобладающие национальности — русские (56 %), татары (33 %).